# Stropkov (distrito)
O Distrito de Stropkov (eslovaco: Okres Stropkov) é um distrito da Eslováquia Oriental, situado na  região de Prešov, no leste da Eslováquia.  Com 19.878 habitantes (2024) e uma área de 389 km², sua capital é a cidade de Stropkov. Até 1918, o distrito integrava, em sua maior parte, o condado de Zemplín, pertencente ao Reino da Hungria (1000-1918), com exceção de uma área no noroeste em torno de Duplín, Tisinec, Krušinec, Vyškovce, Vislava, Oľšavka, Gribov e Kožuchovce, que fazia parte do condado de Šariš.

## Demografia
Segundo o Censo de 2011, dos 19.878 habitantes do distrito de Stropkov, 16.719 habitantes eram eslovacos, 1.375 eram rutenos e 1.233 eram roma. Ainda conforme o mesmo senso, havia 9.351 católicos romanos, 8.034 católicos gregos e 1.370 ortodoxos.
| Ano:        | 1994   | 2004   | 2014   | 2024   |
| ----------- | ------ | ------ | ------ | ------ |
| Broj ljudi: | 20 304 | 20 902 | 20 744 | 19 414 |
| Razlika:    |        | +2,94% | -0,75% | -6,41% |

| Ano:               | 2023   | 2024   |
| ------------------ | ------ | ------ |
| Número de pessoas: | 19 553 | 19 414 |
| Diferença:         |        | -0,71% |

## Cidades
- Stropkov (capital)

## Municípios
- Baňa
- Breznica
- Breznička
- Brusnica
- Bukovce
- Bystrá
- Bžany
- Duplín
- Gribov
- Havaj
- Chotča
- Jakušovce
- Kolbovce
- Korunková
- Kožuchovce
- Krišľovce
- Kručov
- Krušinec
- Lomné
- Makovce
- Malá Poľana
- Miková
- Miňovce
- Mrázovce
- Nižná Olšava
- Oľšavka
- Potoky
- Potôčky
- Soľník
- Staškovce
- Šandal
- Tisinec
- Tokajík
- Turany nad Ondavou
- Varechovce
- Veľkrop
- Vislava
- Vladiča
- Vojtovce
- Vyškovce
- Vyšná Olšava
- Vyšný Hrabovec